# Гојанец
Гојанец је насељено место у саставу града Вараждина у Вараждинској жупанији, Хрватска. До територијалне реорганизације у Хрватској налазио се у саставу старе општине Вараждин.

## Становништво
На попису становништва 2011. године, Гојанец је имао 620 становника.

## Попис1991.
На попису становништва 1991. године, насељено место Гојанец је имало 580 становника, следећег националног састава:
| Попис 1991.‍  | Попис 1991.‍  | Попис 1991.‍ | Попис 1991.‍ | Попис 1991.‍ |
| ------------ | ------------ | ----------- | ----------- | ----------- |
|              |              |             |             |             |
| Хрвати       | Хрвати       |             | 576         | 99,31%      |
| неопредељени | неопредељени |             | 2           | 0,34%       |
| непознато    | непознато    |             | 2           | 0,34%       |
| укупно: 580  |              |             |             |             |